# Avreque
Avreque é um termo de honra e dignidade, usado na Bíblia, diante do carro de José, filho de Jacó, após ele ter sido designado como o segundo homem mais poderoso de todo o Egito.

## Origem do termo
A origem do termo Avreque é incerta. Se for de origem hebraica, como defendia Áquila, e conforme apoiado pela Vulgata latina, poderia significar "ajoelhai", e é assim traduzido em muitas traduções da Bíblia. Entretanto, esta defesa é rejeitada por muitos em favor de palavras similares em outras línguas.
Alguns historiadores acreditam que pode ser um título babilônico ou assírio de um alto oficial, significando "vidente" ou "grão-vizir". Os coptas já acreditam que significa "curvai a cabeça"; outros observam que os árabes dizem algo similar, ao ordenar a seus camelos que se ajoelhem.
A Pesito siríaca reza: "Pai e Governante!" Outros investigadores acreditam que seja estritamente egípcio. Orígenes, natural do Egito, e Jerônimo achavam que significa "um natural egípcio", e por causa do desprezo que os egípcios tinham pelos estrangeiros, eles argumentam que se tratava duma proclamação pública de naturalização. Uma expressão similar, que apareceu num papiro encontrado, significa 'seu mandamento é objeto de nosso desejo', quer dizer, 'estamos a seu dispor'.